# Ilja Borissowitsch Moschtschanski
Ilja Borissowitsch Moschtschanski (russisch Илья Борисович Мощанский, wiss. Transliteration Il'ja Borisovič Moščanskij; geboren am 26. April 1969 in Moskau) ist ein russischer Militärhistoriker, Experte für Geschichte über militärische Ausrüstung und Landoperationen des Großen Vaterländischen Krieges.

## Leben
Moshchanski absolvierte ab 1990 die Höhere Militärpolitische Andropow-Schule für Luftverteidigung in Leningrad. Von 1990 bis 1994 diente er bei den Truppen der strategischen Raketenabwehr. Es folgte bis 1997 der Besuch der humanistischen Akademie der sowjetischen Streitkräfte. 2000 graduierte er unter Professor R. M. Timoschew mit seiner Doktorarbeit „Die epistemologische und axiologische Funktion der militärischen Symbolik“ an der Militärakademie für den ersten Grad des Kandidaten der philosophischen Wissenschaft. Er ist Oberst der Reserve und Chefredakteur der Zeitschrift "Militärchronik" und des Moskauer Vetsche-Verlages. Er  unterrichtet an der Moskauer Militäruniversität das Fach Kriegsgeschichte und operative Führung.
Als Autor von über 200 Sachbüchern über Militärgeschichte ist er  gegenwärtig der führender Experte für die Geschichte von Bodenoperationen und der gepanzerten Waffe.

## Werke (Auswahl)
- Tiazhelyi tank "Tigr I" : spavochnoe izdanie. (Der schwere Panzer "Tiger I"). 2002, ISBN 5-94038-023-9.
- Smolenskoe sraženie : dva mesjaca krovavogo protivostojanija. (1941 Schlacht um Smolensk. Zwei Monate blutige Konfrontation). 2007, ISBN 978-5-699-23794-4.
- Oborona Stalingrada : stalingrad. strateg. oboronit. operacija 17 ijulja - 18 nojab. 1942 g. (Die Verteidigung von Stalingrad: Die strategische Operation von 17. Juli bis 18. November 1942). 2009, ISBN 978-5-94889-010-4.
- 1941, bitva za Kiev : 7 ijulja - 26 sentjabrja. (1941 Schlacht um Kiew, 7. Juli – 26. September). 2008, ISBN 978-5-699-25317-3.
- 1942-j ...ot tragedii Kryma do pobedy pod Stalingradom Tysjača devjatʹsot sorok vtoroj ... (1942 Von der Krim-Tragödie bis zum Sieg in Stalingrad). 2008, ISBN 978-5-9533-3134-0.
- 1941-j : ot tragedii Vjazmy do pobedy pod Moskvoj. (1941 Von der Wjasma-Tragödie bis zum Sieg vor Moskau). 2008, ISBN 978-5-9533-2305-5.
- 1944-j : ot Korsuni do Belgrada. (1944 Von Korsun nach Belgrad). 2008, ISBN 978-5-9533-3424-2.
- U sten Berlina. (An der Grenze  von Berlin). 2009, ISBN 978-5-9533-4436-4.
- Srednij tank T-34-85. (Der mittlere Panzer T-34-85). 2009, ISBN 978-5-9533-3964-3.
- Tanki, vpered! : kurʹezy tankovoj vojny v bitve za Leningrad (Panzer, vorwärts!: Kuriositäten des Panzerkriegs während der Schlacht um Leningrad 1941–1944). 2009, ISBN 978-5-9533-3884-4.